# Hilara marginipennis
Hilara marginipennis är en tvåvingeart som beskrevs av Gabriel Strobl 1909. Hilara marginipennis ingår i släktet Hilara och familjen dansflugor.
Artens utbredningsområde är Spanien. Inga underarter finns listade i Catalogue of Life.